# Gare de Quiberon
Gare de Quiberon vasútállomás Franciaországban, Quiberon településen.

## Vasútvonalak
Az állomást az alábbi vasútvonalak érintik:
- Auray–Quiberon-vasútvonal

## Kapcsolódó állomások
A vasútállomáshoz az alábbi állomások vannak a legközelebb:
- Gare de Saint-Pierre-Quiberon (Gare d’Auray, Auray–Quiberon-vasútvonal)